# Till natt det åter lider
Till natt det åter lider är en aftonpsalm med text skriven 1857 av Johan Ludvig Runeberg.

## Publicerad i
- Den svenska psalmboken 1937, som nummer 448 under rubriken "E. Tidens skiften - 1. Dagens tider".[1]